# Geocoris grylloides
Geocoris grylloides är en insektsart som först beskrevs av Carl von Linné 1761. Enligt Catalogue of Life ingår Geocoris grylloides i släktet Geocoris och familjen Geocoridae, men enligt Dyntaxa är tillhörigheten istället släktet Geocoris och familjen fröskinnbaggar. Enligt den finländska rödlistan är arten starkt hotad i Finland. Arten är reproducerande i Sverige. Artens livsmiljö är torra gräsmarker. Inga underarter finns listade i Catalogue of Life.